# Anikó Ducza
Anikó Ducza (ur. 8 sierpnia 1942 w Budapeszcie) – węgierska gimnastyczka sportowa. Brązowa medalistka olimpijska z Tokio.
Brała udział w trzech igrzyskach olimpijskich (IO 60, IO 64, IO 68). W 1964 zajęła trzecie miejsce w ćwiczeniach wolnych. Była trzecia w ćwiczeniach na równoważni na mistrzostwach świata w 1962.